# لئوناردو گالی
لئوناردو گالی (انگلیسی: Leonardo Galli؛ زادهٔ ۳ ژوئیهٔ ۱۹۹۷) بازیکن فوتبال اهل ایتالیا است.